# Anania terrealis
Anania terrealis — вид лускокрилих комах родини вогнівок-трав'янок (Crambidae).

## Поширення
Вид поширений по всій Центральній та Північній Європі. Також місцево трапляється на півдні Європи — на Апеннінському півострові аж до Сицилії, та у Марокко. Його немає на середземноморських островах Корсика, Сардинія та Крит. На Британських островах вид трапляється аж до південної Шотландії. У Скандинавії територія поширення поширюється на Фінську Лапландію. На схід вид поширюється через Сибір та північ Китаю до Японії. Він також зафіксований в Малій Азії та на Кавказі. Підтвердженні спостереження були в індійському штаті Ладакх. Дані про спостереження у провінції Сичуань (Китай) залишаються непідтвердженими.

## Опис
Розмах крил 24–28 мм.

## Спосіб життя
Імаго літають з червня по серпень. Гусениці живляться різними видами айстри і золотушника.